# Eremohadena halimi
Eremohadena halimi is een vlinder uit de familie uilen (Noctuidae). De wetenschappelijke naam is voor het eerst geldig gepubliceerd in 1877 door Millière.
De soort komt voor in Europa.